# Gundlahalli, Sandur
Gundlahalli là một làng thuộc tehsil Sandur, huyện Bellary, bang Karnataka, Ấn Độ.